# Allanridge
Allanridge este un oraș din Africa de Sud.